# Rio Piracicaba (vattendrag i Brasilien, São Paulo)
Rio Piracicaba är ett vattendrag i Brasilien.   Det ligger i delstaten São Paulo, i den sydöstra delen av landet, 800 km söder om huvudstaden Brasília.
Runt Rio Piracicaba är det mycket glesbefolkat, med 6 invånare per kvadratkilometer.